# سوسلان رامونوف
سوسلان لیودویکوویچ رامونُف (به روسی: Сослан Людвикович Рамонов؛ به آسی: Рæмонаты Людвиччы фырт Сослан؛ زادهٔ ۱ ژانویه ۱۹۹۱) کشتی‌گیر پیشین اهل روسیه است که در دستهٔ ۶۵ کیلوگرم کشتی آزاد فعالیت می‌کرد. رامونف برندهٔ مدال طلای المپیک ۲۰۱۶ ریو و قهرمان مسابقات قهرمانی کشتی جهان در سال ۲۰۱۴ است. 
رامونوف در سال ۲۰۱۶ میلادی در المپیک ۲۰۱۶ ریو در وزن ۶۵ کیلو حاضر بود که در دور اول هایسلان گارسیا از کانادا، والدس توبیر از کوبا، مانداخناران گانزوریگ از مغولستان و اختیار نوروزف از ازبکستان را شکست داد و به فینال رسید. وی در فینال طغرل عسگراف کشتی‌گیر آذربایجانی را شکست داد و مدال طلا وزن ۶۵ کیلوگرم را بدست آورد.